# Jiří Konstanc
Jiří Konstanc, psáno též Constancius, Constantius, Konstancyus, Konstantius, Konštanc (1607 Řepín – 24. března 1673 Praha) byl český jezuitský kněz. 

## Život a dílo
V roce 1620 konvertoval z evangelické na katolickou víru a o osm let později vstoupil do jezuitského řádu. Tam působil jako učitel, misionář, a posléze i spirituál (duchovní prefekt). Misionářskou činnost vykonával dvanáct let, od roku 1647 ve Šternberku, od roku 1651 v Březnici (kde inicioval postavení poutního kostela na Svaté Hoře u Příbrami), po roce 1653 v Kutné Hoře, od roku 1658 v Telči.
Hojně překládal Františka Sáleského, Alfonsa Rodríguesa, Lucase Crasia aj. Od roku 1670 se spolu s M. V. Šteyerem podílel na úpravě Nového zákona pro Svatováclavskou bibli, byť dokončení překladu se nedožil. 
Zásadním je jeho dílo jazykovědné, k němuž Konstance vyzval Tomáš Pešina z Čechorodu. Pod jeho vlivem sepsal Konstanc příručku Lima linguae Bohemicae, to jest Brus jazyka českého neb Spis o poopravení a naostření řeči české, kterou zamýšlel obzvláště pro tiskaře (kteří měli na pravopisné zvyklosti tehdy mimořádný vliv). Cenné bylo, že ač katolíkem, Konstanc ve svém pokusu definovat spisovnou a literární češtinu vycházel i z protestantských autorit. V případě Jana Blahoslava nepřiznaně, v případě Bible kralické a utrakvistických autorů vydávaných v 16. století Veleslavínem pak zcela otevřeně. Konstancovu poctivost v této věci později vysoce ocenil Josef Dobrovský. V pasáži o prozódii (pravidla verše) vychází z Jana Drachovského, jedna jeho poznámka naznačuje, že chtěl sepsat vlastní česká prozodická pravidla, ale žádné takové jeho dílo není známo. 
Vedle toho Konstanc napsal několik latinských nábožensky orientovaných děl (Sucurre miseris, Epistola P. Claudii Aquavivae de renovatione spiritus, Manuale recens erectae Sodalitatis Telcii, Vita Christi ex quator evangelistis eo ordine temporis, quo acta est, in litanias redacta ad Christum, Foemina Stella seu quinque bonae qualitates matronarum prosertim nobilium accomodatae ex aula P. Causini, Vita B. Virginis composita a Christophoro a Castro, Calendarium patrum familias documentis 52 refertum, Philo-Xaverii pietas hebdomaria pro felice morte, Forma facilis et brevis meditandi Fr. Jepet Carmelitae, Meditationes septem pro septem hebdomadis diebus S. Theresiae). Bývají označovány za spíše nepůvodní. Výjimečně psal podobné texty i česky (Život Krista Pána).

## Dílo
- Děje sv. Hory (1652)
- Brus jazyka českého, spis o poopravení a naostření řeči české (1667)